# Wereldbeker schaatsen 2010/2011 - Wereldbeker 5
De Wereldbeker schaatsen 2010/2011 Wereldbeker 5 was de vijfde wedstrijd van het wereldbekerseizoen die op 11 en 12 december plaatsvond in de Meiji Hokkaido-Tokachi Oval in Obihiro, Japan.
Enkel de sprintafstanden, 500 en 1000 meter, stonden op het programma.

## Programma
| Datum       | Tijd     | Onderdeel                                               |
| ----------- | -------- | ------------------------------------------------------- |
| 11 december | 5:45 MET | 500 m vrouwen 500 m mannen 1000 m vrouwen 1000 m mannen |
| 12 december | 5:45 MET | 500 m vrouwen 500 m mannen 1000 m vrouwen 1000 m mannen |

## Nederlandse deelnemers
| Afstand  | Geslacht | Deelnemers, A- of B-groep | Deelnemers, A- of B-groep | Deelnemers, A- of B-groep | Deelnemers, A- of B-groep | Deelnemers, A- of B-groep | Deelnemers, A- of B-groep | Deelnemers, A- of B-groep | Deelnemers, A- of B-groep | Deelnemers, A- of B-groep | Deelnemers, A- of B-groep |
| -------- | -------- | ------------------------- | ------------------------- | ------------------------- | ------------------------- | ------------------------- | ------------------------- | ------------------------- | ------------------------- | ------------------------- | ------------------------- |
| 1e 500m  | Vrouwen  | Anice Das                 | A                         | Thijsje Oenema            | A                         | —                         | —                         | —                         | —                         | —                         | —                         |
| 1e 500m  | Mannen   | Jacques de Koning         | A                         | Hein Otterspeer           | A                         | Jan Bos                   | B                         | Pim Schipper              | B                         | Sjoerd de Vries           | B                         |
|          |          |                           |                           |                           |                           |                           |                           |                           |                           |                           |                           |
| 1e 1000m | Vrouwen  | Roxanne van Hemert        | A                         | —                         | —                         | —                         | —                         | —                         | —                         | —                         | —                         |
| 1e 1000m | Mannen   | Jan Bos                   | A                         | Lars Elgersma             | A                         | Hein Otterspeer           | A                         | Pim Schipper              | B                         | Sjoerd de Vries           | B                         |
|          |          |                           |                           |                           |                           |                           |                           |                           |                           |                           |                           |
| 2e 500m  | Vrouwen  | Anice Das                 | A                         | Thijsje Oenema            | A                         | —                         | —                         | —                         | —                         | —                         | —                         |
| 2e 500m  | Mannen   | Jacques de Koning         | A                         | Hein Otterspeer           | A                         | Jan Bos                   | B                         | Pim Schipper              | B                         | Sjoerd de Vries           | B                         |
|          |          |                           |                           |                           |                           |                           |                           |                           |                           |                           |                           |
| 2e 1000m | Vrouwen  | Roxanne van Hemert        | A                         | —                         | —                         | —                         | —                         | —                         | —                         | —                         | —                         |
| 2e 1000m | Mannen   | Jan Bos                   | A                         | Lars Elgersma             | A                         | Hein Otterspeer           | A                         | Sjoerd de Vries           | A                         | Pim Schipper              | B                         |

## Podia

### Mannen
| Afstand:          | Goud:                        | Tijd     | Zilver:                      | Tijd     | Brons:                   | Tijd     |
| 500 m (zaterdag)  | Lee Kang-seok Zuid-Korea     | 35,11    | Keiichiro Nagashima Japan    | 35,16(3) | Akio Ota Japan           | 35,16(8) |
| 500 m (zondag)    | Joji Kato Japan              | 34,96 TR | Keiichiro Nagashima Japan    | 35,19(3) | Lee Kyou-hyuk Zuid-Korea | 35,19(8) |
| 1000 m (zaterdag) | Shani Davis Verenigde Staten | 1.09,56  | Lee Kyou-hyuk Zuid-Korea     | 1.09,80  | Denny Morrison Canada    | 1.10,39  |
| 1000 m (zondag)   | Samuel Schwarz Duitsland     | 1.09,98  | Shani Davis Verenigde Staten | 1.10,15  | Jan Bos Nederland        | 1.10,17  |

### Vrouwen
| Afstand:          | Goud:                               | Tijd       | Zilver:                 | Tijd    | Brons:                  | Tijd    |
| 500 m (zaterdag)  | Lee Sang-hwa Zuid-Korea             | 38,18 TR   | Yu Jing China           | 38,21   | Jenny Wolf Duitsland    | 38,25   |
| 500 m (zondag)    | Jenny Wolf Duitsland                | 38,03 TR   | Lee Sang-hwa Zuid-Korea | 38,21   | Yu Jing China           | 38,30   |
| 1000 m (zaterdag) | Heather Richardson Verenigde Staten | 1.16,45 TR | Nao Kodaira Japan       | 1.17,33 | Lee Sang-hwa Zuid-Korea | 1.17,87 |
| 1000 m (zondag)   | Heather Richardson Verenigde Staten | 1,17,27    | Nao Kodaira Japan       | 1.17,77 | Maki Tsuji Japan        | 1.18,29 |